# Джан-Марко Крамері
Джан-Марко Крамері (італ. Gian-Marco Crameri; народився 13 грудня 1972 у м. Самедан, Швейцарія) — швейцарський хокеїст, центральний нападник. 
Вихованець хокейної школи ХК «Санкт-Моріц». Виступав за ХК «Давос», ХК «Лугано», «ЦСК Лайонс», ХК «Женева-Серветт», ХК «Цуг», ХК «Черезіо».
У складі національної збірної Швейцарії учасник зимових Олімпійських ігор 2002, учасник чемпіонатів світу 1997 (група B), 1998, 1999, 2000, 2001 і 2002. 
Чемпіон Швейцарії (1999, 2001, 2007). Володар Континентального кубка (2001, 2002).